# عبد الرزاق الشققي
الدكتور عبد الرزاق الشققي من مواليد مدينة حماة السورية في مستهل سنة 1928, وقد تخرّج طبيباً من جامعة دمشق سنة 1955م، توفي يوم الجمعة في الخامس من شباط عام 2016.

## المناصب التي تولاها في سوريا
- عُيّن عضواً في مجلس الأمة إبّان دولة الوحدة (الجمهورية العربية المتحدة) ما بين عامي (1958_1961م), وعين وزيراً للصحة في سوريا عام 1963م.

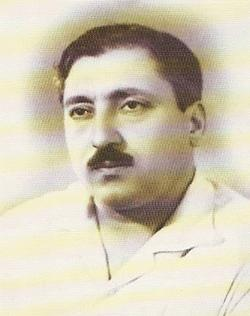
الدكتور عبد الرزاق الشققي عضواً في مجلس الأمة إبان دولة الوحدة

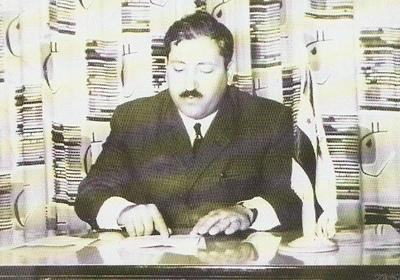
الدكتور عبد الرزاق الشققي وزيراً للصحة

- في عام 1971م ترشح الدكتور عبد الرزاق مجلس الشعب في سورية وقد حاز على مقعد فيه, وبين عامي (1972_1974م) شغل منصب نقيب الأطباء ورئيس جمعية المولدين والنسائيين في سورية.

أسس الدكتور عبد الرزاق الشققي فرع منظمة الهلال الأحمر العربي السوري في حماة وشغل منصب رئيسه بين عامي (1975_1978م).

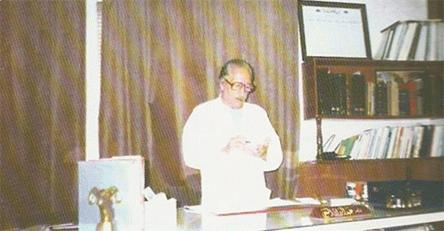
الدكتور عبد الرزاق الشققي في مشفاه الخاص بحماة

## الشهادات التي حصل عليها الدكتور عبد الرزاق الشققي
- حصل على مرتبة فارس من الدرجة الممتازة.
- حصل على مرتبة الشرف من جمعية المؤرخين العرب.
- حصل على شهادات تقدير من هيئات علمية وثقافية واجتماعية في سورية وخارجها

## مؤلفاته والأشخاص الذين ألفوا عنه
- يمارس الدكتور عبد الرزاق عمله في مشفاه الخاص ويقدّم استشاراته لكل من يقصده حتى الآن.
- كتب عنه الأستاذ نزار نجار بعنوان: الدكتور عبد الرزاق الشققي رجل الطب والثقافة والوطنية صدر في عام 1999م.
- نشر كتاباً ضم فيه بعض أوراقه بعنوان: (جسة نبض ولمسة حنان) وهي مقالات طبية واجتماعية من إعداد وتعليق الدكتور موفق أبو طوق والذي قال في الدكتور عبد الرزاق:
- إن ما كتبه الدكتور عبد الرزاق الشققي, عبر مسيرة حياته الطويلة, يعتبر رافداً جديداً من روافد المكتبة العربية التي ما برحت تتطلع إلى المزيد من الكنب العلمية والمعرفية... فنحن توّاقون إلى القضايا العلمية, والأبحاث المرتكزة على الخبرة والتجربة والممارسة.
- كما نشر كتاباً آخر بعنوان (فضاءات) وهو من تقديم الأستاذ نزار نجار, وهو عبارة عن موسوعة ثقافية مصغرة مما سمع وقرا وشاهد, والتي قالت فيه مريم خير بك:

غلاف كتاب فضاءات للدكتور عبد الرزاق الشققي

- الإنسان أولاً والطبيب ثانياً والمثقف والمتنور ثالثاً إلى أبعد مدى... هذه الفضاءات تعددت وتنوعت بقدر تنوع مناهله وروافد معرفته وتعمّق إنسانيته في أرضية مجتمعه, وقد ترك الدكتور الشققي بصمته الإنسانية في عالم الطب التي شملت حماة وريفها المتعطّش إلى شخصية خبيرة حانية تمد يد العون لكل من استعان بها...

الدكتور الشققي لم يتوقف في نشر ظلال علمه ومعرفته على ساحة الطب فقط بل تعداها إلى ساحة المعرفة والعلوم والآداب
- أما كتابه الأخير وليس الآخر فهو بعنوان آفاق معاصرة في الطب النسائي.

غلاف كتاب آفاق معاصرة في الطب النسائي للدكتور عبد الرزاق الشققي

## المصدر
- لتحميل كتب الدكتور عبد الرزاق الشققي من هذا الرابط:

الدكتور عبد الرزاق الشققي | ManarSH.TK (منار شققي)